# Ультраустойчивость
Ультраустойчивость или ультрастабильность (ultrastability) в кибернетике — способность системы изменять свою внутреннюю структуру реагируя таким образом на те состояния внешней среды, которые могут воспрепятствовать необходимым активности и поведению системы или изменить значение существенной для системы переменной. Ультрастабильность или ультраустойчивость отличается от стабильности тем, что для последней характерно установление соответствия с внешней средой без изменения внутренней структуры. Для ультраустойчивых систем допустимы качественные изменения структуры в зависимости от изменения режима взаимодействия с внешней средой. Эти структурные изменения носят целенаправленный характер, поскольку система стремится к такому положению во внешней среде которое позволяло бы преодолеть внешние препятствия. Другой путь реагирования ультраустойчивой системы на неблагоприятные условия внешней среды — активное их изменение, чтобы нейтрализовать действительные или потенциальные препятствия. Чтобы адаптироваться к внешней среде ультраустойчивая система, руководствуясь информацией полученной из среды контролирует существенные переменные удерживая их значения в надлежащих пределах. Таким образом ультраустойчивая система оперирует внешней средой, чтобы она не создавала препятствий для активности самой системы.